# Pelouses de Champlitte, étang de Theuley-les-Vars
Pelouses de Champlitte, étang de Theuley-les-Vars este o arie protejată (sit de importanță comunitară — SCI) din Franța întinsă pe o suprafață de 346 ha, integral pe uscat.

## Localizare
Centrul sitului Pelouses de Champlitte, étang de Theuley-les-Vars este situat la coordonatele 47°35′51″N 5°30′55″E / 47.5975°N 5.51528°E.

## Înființare
Situl Pelouses de Champlitte, étang de Theuley-les-Vars a fost declarat arie specială de conservare în baza directivei 92/43 din 1992 referitoare la conservarea habitatelor naturale și a faunei și florei sălbatice pentru a proteja 8 specii de animale.

## Biodiversitate
Situată în ecoregiunea continentală, aria protejată conține 10 habitate naturale: Păduri aluvionare cu Alnus glutinosa și Fraxinus excelsior (Alno-Padion, Alnion incanae, Salicion albae), Lacuri eutrofice naturale cu vegetație de tip Magnopotamion sau Hydrocharition, Ape puternic oligomezotrofe cu vegetație bentonică cu Chara spp., Formațiuni de Juniperus communis pe lande sau pajiști calcaroase, Grohotișuri termofile și vest-mediteraneene, Fânețe de joasă altitudine (Alopecurus pratensis, Sanguisorba officinalis), Păduri de fag Asperulo-Fagetum, Pajiști carstice calcaroase sau bazofile, de Alysso-Sedion albi, Grohotișuri medio-europene calcaroase, de la nivel colinar și montan, Pajiști uscate seminaturale și facies de acoperire cu tufișuri pe substraturi calcaroase (Festuco-Brometalia) (* situri importante pentru orhidee).
La baza desemnării sitului se află mai multe specii protejate:
- amfibieni (1): triton cu creastă (Triturus cristatus)
- mamifere (3): liliac cărămiziu (Myotis emarginatus), liliacul mare cu potcoavă (Rhinolophus ferrumequinum), liliacul mic cu potcoavă (Rhinolophus hipposideros)
- nevertebrate (4): fluturele auriu (Euphydryas aurinia), Euplagia quadripunctaria, rădașcă (Lucanus cervus), Vertigo moulinsiana

Pe lângă speciile protejate, pe teritoriul sitului au mai fost identificate 9 specii de plante, 7 specii de păsări, 2 specii de amfibieni, 3 specii de mamifere, 1 specie de nevertebrate, 6 specii de reptile.